# Premio Orteig
El Premio Orteig era una recompensa de US$ 25.000 (US$ 355.000 en precios del 2017) ofrecido el 19 de mayo de 1919, por el hotelero de Nueva York Raymond Orteig al primer aviador aliado que volara sin escalas desde Nueva York a París o vice-versa.  La oferta fue hecha en una carta a Alan Ramsay Hawley presidente del Aero Club of America.

Señores: Como un estímulo para los aviadores valientes, deseo ofrecer, a través de los auspicios y reglamentos del Aero Club of America, un premio de $ 25.000 para el primer aviador de cualquier país aliado de cruzar el Atlántico en un vuelo de París a Nueva York o Nueva York a París, todos los demás detalles de su cuidado
Muy atentamente,
Raymond Orteig

El Aero Club respondió el 26 de mayo a Orteig confirmando su oferta tres días después. Su oferta fue aceptada por el Aero Club que establecía una estructura formal para administrar la competencia. La oferta que en cinco años no atrajo a ningún competidor. Después de que su plazo original vencía, Orteig reeditó el premio el 1 de junio de 1925 por depositar 25.000 dólares en títulos negociables en el Banco Bryant con la adjudicación poner bajo el control de una junta de siete miembros de la directiva. Para entonces, el estado de la tecnología de la aviación tuvo avanzado hasta el punto de que numerosos competidores compitieron por el premio. 

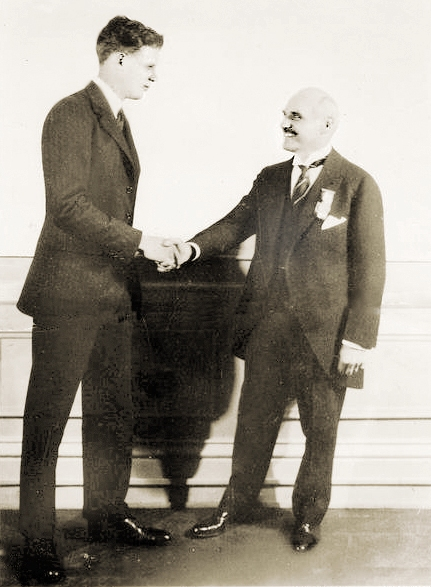
Charles Lindbergh (izquierda) y Raymond Orteig

Varios famosos aviadores hicieron intentos fallidos del vuelo Nueva York-París antes de que el relativamente desconocido aviador estadounidense Charles Lindbergh ganara el premio en 1927 en su avión Spirit of Saint Louis. Lindbergh decidió volar en solitario, aunque esto no era un requisito del premio y le obligaba a estar a los mandos durante más de 30 horas. Lindbergh fue el primer estadounidense en cruzar el Atlántico sin escalas en un avión de ala fija (en lugar de un dirigible), y que rápidamente se convirtió en un héroe nacional. Su vuelo fue seguido por el "boom Lindbergh", como el interés público en los viajes aéreos floreció y se dispararon las acciones de las compañías de la aviación.